# Мармай, Пио
Пио Мармай (фр. Pio Marmaï; род. 13 июля 1984, Страсбург, Франция) — французский актёр.

## Биография
Пио Мармай родился 13 июля 1984 года в Страсбурге в семье художников: его мать была художником по костюмам в Опере Страсбург, а отец, итальянский иммигрант, сценографом.
Пио окончил курс в школе комедии Антонио Фава (фр. La Scuola Commedia dell'arte Antonio Fava) в Реджо-нель-Эмилия, затем театральную школу «Les Enfants Terribles», Консерваторию в Кретее и Высшую школу драматического искусства — Национальный центр драматического искусства в Сент-Этьене (фр. Le Centre dramatique national de Saint — Étienne).
Актёрский дебют Пио Мармая состоялся на съемках фильма «Дидин» в 2008 году, где он сыграл небольшую роль молодого парня Жереми. В этом же году он снялся в роли Альбера Дюваля в фильме Реми Безансона «Первый день оставшейся жизни», за которую был номинирован как самый перспективный актёр на французскую национальную кинопремию «Сезар».
В 2011 году Мармай во второй раз был номинирован на «Сезара» как самый перспективный актёр за роль Бена в фильме режиссёра Изабель Чайки «Любовь и свежая вода».
В 2019 году Пио  был номинирован на «Сезар» в номинации Лучший актёр за роль Антуана Парена в фильме «Нежная рука закона» режиссера Пьера Сальвадори.
Кроме кино и телевидения Пио Мармай играет на театральной сцене.

## Избранная фильмография
| Год  | Название                  | Оригинальное название                | Роль                |
| ---- | ------------------------- | ------------------------------------ | ------------------- |
| 2011 | Секса много не бывает     | Un heureux événement                 | Николас             |
| 2011 | Нежность                  | La Délicatesse                       | Франсуа, муж Натали |
| 2015 | Наше будущее              | Nos futurs                           | Тома                |
| 2017 | Санта и компания          | Santa et Cie                         | Тома                |
| 2017 | Возвращение в Бургундию   | Ce qui nous lie                      | Жан                 |
| 2018 | Нежная рука закона        | En liberté!                          | Антуан              |
| 2023 | Три мушкетёра: Д’Артаньян | Les Trois Mousquetaires: D'Artagnans | Портос              |
| 2023 | Три мушкетёра: Миледи     | Les Trois Mousquetaires : Milady     | Портос              |